# 조종자 5
《조종자 5》(영어: Puppet Master 5: The Final Chapter)는 미국에서 제작된 제프 버 감독의 1994년 비디오 공포 영화이다. 조종자 영화 프랜차이즈 다섯 번째 작품이며 《조종자 4》(1993, Puppet Master 4)의 속편이다. 가이 롤프, 고든 커리 등이 출연하였다. 알려진 다른 제목은 사탄의 유희이다.

## 출연진
- 가이 롤프
- 고든 커리
- 샨드라 웨스트
- 이언 오길비
- 테리사 힐
- 니컬러스 게스트
- 윌러드 퓨
- 다이앤 맥베인
- 두에인 휘터커
- 캐즈 개러스
- 클루 굴러거

## 기타 제작진
- 라인 제작: 키스 페이슨
- 미술: 마일로
- 의상: 그레그 러보이